# Saanich (circonscription britanno-colombienne)
Pour les articles homonymes, voir Saanich.
Circonscription électorale provinciale du Canada
Saanich est une ancienne circonscription provinciale de la Colombie-Britannique représentée à l'Assemblée législative de la Colombie-Britannique de 1903 à 1966.

## Liste des députés
| Législature                                                                             | Années    | Député              | Député                   | Parti            |
| Saanich                                                                                 | Saanich   | Saanich             | Saanich                  | Saanich          |
| --------------------------------------------------------------------------------------- | --------- | ------------------- | ------------------------ | ---------------- |
| 10e                                                                                     | 1903–1907 |                     | Henry Ernest Tanner      | Libéral          |
| 11e                                                                                     | 1907–1909 |                     | David McEwen Eberts      | Conservateur     |
| 12e                                                                                     | 1909–1912 |                     | David McEwen Eberts      | Conservateur     |
| 13e                                                                                     | 1912–1916 |                     | David McEwen Eberts      | Conservateur     |
| 14e                                                                                     | 1916–1920 |                     | Frederick Arthur Pauline | Libéral          |
| 15e                                                                                     | 1920–1924 |                     | Frederick Arthur Pauline | Libéral          |
| 16e                                                                                     | 1924–1928 |                     | Thomas George Coventry   | Conservateur     |
| 17e                                                                                     | 1928–1933 | Simon Fraser Tolmie |                          | Conservateur     |
| 18e                                                                                     | 1933–1937 |                     | Norman William Whittaker | Libéral          |
| 19e                                                                                     | 1937–1941 |                     | Norman William Whittaker | Libéral          |
| 20e                                                                                     | 1941–1945 |                     | Norman William Whittaker | Libéral          |
| 21e                                                                                     | 1945–1947 |                     | Norman William Whittaker | Coalition        |
| 21e                                                                                     | 1948-1949 |                     | Arthur James Richard Ash | Coalition        |
| 22e                                                                                     | 1949–1952 |                     | Arthur James Richard Ash | Coalition        |
| 23e                                                                                     | 1952–1953 |                     | Frank Snowsell           | Social-démocrate |
| 24e                                                                                     | 1953–1956 |                     | John Douglas Tisdalle    | Créditiste       |
| 25e                                                                                     | 1956–1960 |                     | John Douglas Tisdalle    | Créditiste       |
| 26e                                                                                     | 1960–1963 |                     | John Douglas Tisdalle    | Créditiste       |
| 27e                                                                                     | 1963–1966 |                     | John Douglas Tisdalle    | Créditiste       |
| Circonscription fusionnée à Nanaimo and the Islands pour former Saanich and the Islands |           |                     |                          |                  |